# Банах Тарас-Володимир Павлович
Тарас-Володимир Павлович Банах (псевдонім і криптоніми — Вайс, Гордієнко; 25 липня 1899, м. Самбір, Королівство Галичини та Володимирії, Австро-Угорщина — 16 жовтня 1956, м. Ньюарк, Нью-Джерсі, США) — український громадський діяч, військовик, начальник крайового військового штабу УНС і УПА-Захід, один з командирів піхотної бригади Другої дивізії УНА, лицар Хреста Симона Петлюри. Провідник ОУН Калуського повіту, Станиславської області.

## Життєпис
Тарас Банах народився 25 липня 1899 року у Самборі в родині вчителя Самбірської вчительської чоловічої семінарії Павла Банаха. Після кількох переїздів родина 1907 року осіла у місті Сокаль, де його батько працював спочатку вчителем, а згодом професором Сокальської учительської чоловічої семінарії. Тут Тарас Банах навчався у гімназії.
Під час першої світової війни служив у легіоні Українських Січових Стрільців, згодом в УГА та дієвій армії УНР. Ймовірно, отримав звання сотник, згодом відзначений Хрестом Симона Петлюри.
Склав вчительський іспит і працював учителем народних шкіл — спочатку у селі Ляхово Щучинського повіту Білостоцького воєводства, а 1934 році — у с. Петранка (нині — Калуського району Івано-Франківської області). У Петранці вступив до ОУН. З приходом радянської влади у 1939 році працював інспектором Калуського райвно, а також одночасно вів організаційну працю у крайовому проводі ОУН. Влітку 1940 року призначений повітовим провідником ОУН Калуського повіту, користувався псевдонімом «Вайс». Тоді ж увійшов до обласного повстанського штабу ОУН, очолюваного Іваном Голубом. Крайовий провідник Дмитро Мирон перед відходом до Кракова на великий збір призначив на початку листопада 1940 року Тараса Банаха своїм заступником. Через арешти осіб, які мали передати йому зв'язки, цих обов'язків Тарас Банах фактично не виконував, причому сам був змушений перейти на нелегальний стан. Тоді було репресовано його родину, а молодший брат Мирослав, директор електростанції у райцентрі Жаб'є (нині смт Верховина Івано-Франківської області) 22 червня 1941 року був заарештований і невдовзі закатований НКВС за співпрацю з ОУН.
2 липня 1941 року Тарас Банах брав участь в проголошенні відновлення Української держави у Калуші, став посадником міста та згодом очолив Українську народну міліцію Станиславівської області. З ліквідацією німцями української адміністрації та міліції Тараса Банаха призначено на посаду коменданта Української допоміжної поліції міста Станиславова (нині Івано-Франківськ) і під цим прикриттям продовжував нелегальну працю в ОУН. У 1941—1942 роках був обласним військовим референтом. Від ОУН отримав підвищення до звання полковника.
У другій половині 1943 року Тарас Банах-«Гордієнко» очолював крайовий військовий штаб Української Народної Самооборони. Його помешкання на вул. 3-го мая фактично стало керівним центром УНС в Галичині, оскільки тут часто перебував крайовий командир УНС Олекса Луцький-«Беркут». Через хворобу після реорганізації УНС в УПА-Захід на зламі 1943—1944 років залишився лише членом її штабу, але майже не працював. З відступом німців з поліцією відійшов на захід. Навесні 1945 року також у званні полковника входив до командування протипіхотної бригади Другої дивізії УНА, сформованої наприкінці другої світової війни у складі військ Німеччини переважно з представників української допоміжної поліції.
По війні опинився у Німеччині в американській зоні окупації, де у 1946—1951 роках керував еміграційним відділом в одному з таборів українських біженців («табір переміщених осіб») у місті Міттенвальд. 1951 року емігрував до США. Тривалий час хворів. Помер 16 жовтня 1956 року у місті Ньюарк, Нью-Джерсі, США.